# لیختن‌اشتاینی‌ها
لیختن‌اشتاینی‌ها مردمی ژرمن هستند که لیختن‌اشتاین سرزمین مادری آن‌هاست. لیختن‌اشتاینی‌ها با ژرمن‌های سوئیس و سوابی‌ها قرابت دارند. در آغاز سدهٔ بیست و یکم تقریباً ۳۴٫۰۰۰ لیختن‌اشتاینی در سراسر جهان وجود داشت.